# Tournoi de tennis Australian Indoors
L'Australian Indoors (Sydney, Australie) est un tournoi de tennis féminin du circuit professionnel WTA.
Une seule édition de l'épreuve a été organisée en 1985, remportée par Pam Shriver en simple et en double (avec Elizabeth Smylie).

## Palmarès

### Simple
| No | Date       | Nom et lieu du tournoi     | Catégorie | Dotation  | Surface    | Vainqueure  | Finaliste        | Score    |         |
| -- | ---------- | -------------------------- | --------- | --------- | ---------- | ----------- | ---------------- | -------- | ------- |
| 1  | 06-05-1985 | Australian Indoors, Sydney |           | 200 000 $ | Dur (int.) | Pam Shriver | Dianne Balestrat | 6-3, 6-3 | Tableau |

### Double
| No | Date       | Nom et lieu du tournoi    | Catégorie | Dotation  | Surface    | Vainqueures                  | Finalistes                  | Score    |         |
| -- | ---------- | ------------------------- | --------- | --------- | ---------- | ---------------------------- | --------------------------- | -------- | ------- |
| 1  | 06-05-1985 | Australian Indoors Sydney |           | 200 000 $ | Dur (int.) | Pam Shriver Elizabeth Smylie | Barbara Potter Sharon Walsh | 7-5, 7-5 | Tableau |